# Барон Эддисбёри

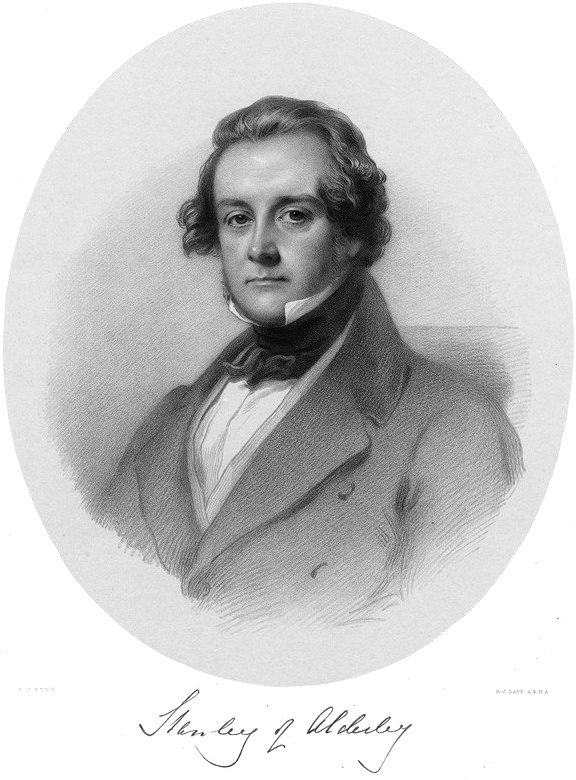
Эдвард Стэнли, 2-й барон Стэнли из Элдерли, 1-й барон Эддисбёри (1802—1869)

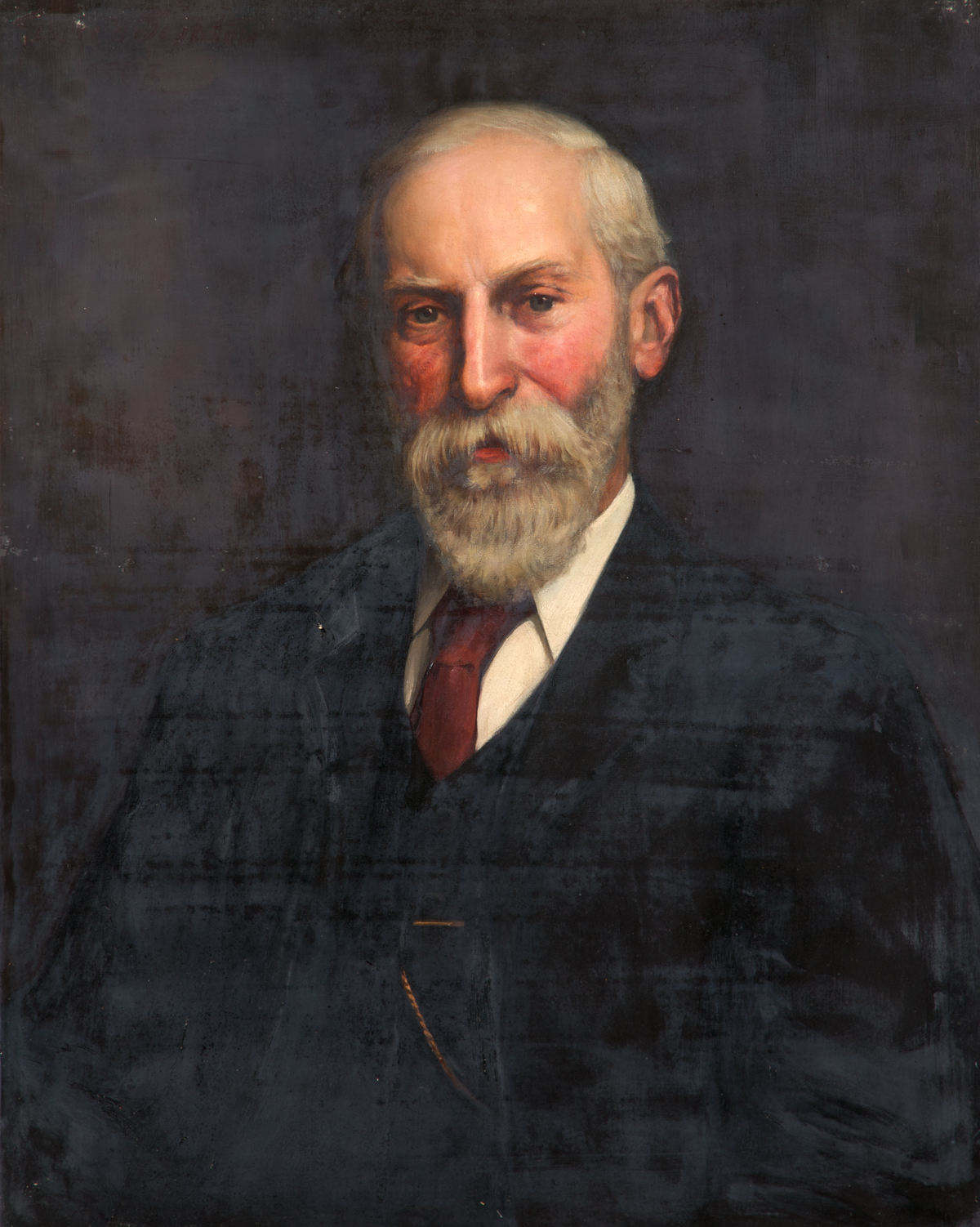
Эдвард Люлф Стэнли, 4-й барон Стэнли из Элдерли, 3-й барон Эддисбёри, 4-й барон Шеффилд (1839—1925)

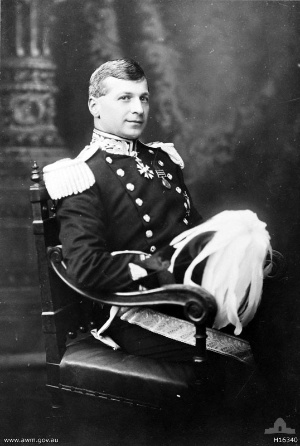
Артур Люлф Стэнли, 4-й барон Эддисбёри, 5-й барон Стэнли из Элдерли, 5-й барон Шеффилд (1875—1931)

Барон Эддисбёри из Уиннингтона в графстве Чешир — наследственный титул в системе Пэрства Соединённого королевства. Он был создан 12 мая 1848 года для политика-вига и дипломата Эдварда Стэнли (1802—1869), сына политика сэра Джона Стэнли, 7-го баронета (1766—1850).
Эдвард Стэнли начал свою карьеру в 1831 году в качестве депутата от партии в Палате общин Великобритании. Он представлял в парламенте Хиндон (1831—1832), и Северный Чешир (1832—1841, 1847—1848), а также занимал ряд постов в кабинетах лорда Мельбурна, лорда Рассела и лорда Пальмерстона (заместитель министра внутренних дел в 1834, парламентский секретарь казначейства в 1835—1841, генеральный казначей в 1841, 1852 и 1853—1855, заместитель министра иностранных дел в 1846—1852, вице-президент Совета по торговле в 1852, 1853—1855, председатель Совета по торговле в 1855—1858, генеральный почтмейстер в 1860—1866 годах). В 1841 году он стал членом Тайного совета. В 1848 году для него был создан титул барона Эддисбёри
В 1839 году отец лорда Эддисбёри, сэр Джон Стэнли, 7-й баронет (1766—1850), был возведен в звание пэра в качестве барона Стэнли из Элдерли. После его смерти в 1850 году титулы барона Стэнли из Элдерли и баронета унаследовал лорд Эддисбёри, который, таким образом, стал 2-м бароном Стэнли из Элдерли и 8-м баронетом из Элдерли Холла. Эти титулы остаются едиными до настоящего времени. Большинство носителей титулов известны как лорды Стэнли из Элдерли.
В 1909 году Эдвард Стэнли, 4-й барон Стэнли из Элдерли и 3-й барон Эддисбёри (1875—1931), приобрел еще один титул для семьи Стэнли, когда стал преемником своего кузена, Генри Норта Холройда, 3-го графа Шеффилда и 3-го барона Шеффилда (1832—1909), унаследовав после его смерти титул 4-го барона Шеффилда.

## Бароны Эддисбёри (1848)
- 1848—1869: Эдвард Джон Стэнли, 1-й барон Эддисбёри, 2-й барон Стэнли из Элдерли (13 ноября 1802 — 16 июня 1869), старший сын сэра Джона Стэнли, 7-го баронета, 1-го барона Стэнли из Элдерли (1766—1850)[1]
- 1869—1903: Генри Эдвард Джон Стэнли, 3-й барон Стэнли из Элдерли, 2-й барон Эддисбёри (11 июля 1827 — 10 декабря 1903), старший сын предыдущего[2]
- 1903—1925: Эдвард Люлф Стэнли, 3-й барон Эддисбёри, 4-й барон Стэнли из Элдерли, 4-й барон Шеффилд (16 мая 1839 — 18 марта 1925), третий сын Эдварда Джона Стэнли, 2-го барона Стэнли из Элдерли, младший брат предыдущего (известен как лорд Стэнли Элдерли)[3]
- 1925—1931: Артур Люлф Стэнли, 4-й барон Эддисбёри, 5-й барон Стэнли из Элдерли, 5-й барон Шеффилд (14 сентября 1875 — 22 августа 1931), старший сын предыдущего (известен как лорд Шеффилд)[4]
- 1931—1971: Эдвард Джон Стэнли, 5-й барон Эддисбёри, 6-й барон Стэнли из Элдерли, 6-й барон Шеффилд (9 октября 1907 — 3 марта 1971), старший сын предыдущего (известен как лорд Стэнли Элдерли)[5]
- 1971—1971: Люлф Генри Виктор Оуэн Стэнли, 6-й барон Эддисбёри, 7-й барон Стэнли из Элдерли, 7-й барон Шеффилд (22 октября 1915 — 23 июня 1971), второй сын Артура Люлфа Стэнли, 5-го барона Стэнли из Элдерли, младший брат предыдущего (известен как лорд Шеффилд)[6]
- 1971—2013: Томас Генри Оливер Стэнли, 7-й барон Эддисбёри, 8-й барон Стэнли из Элдерли, 8-й барон Шеффилд (28 сентября 1927 — 19 ноября 2013), третий сын подполковника достопочтенного Оливера Хью Стэнли (1879—1952), третьего сына 4-го барона Стэнли из Элдерли (известен как лорд Стэнли Элдерли)[7]
- 2013 — настоящее время: Ричард Оливер Стэнли, 8-й барон Эддисбёри, 9-й барон Стэнли из Элдерли, 9-й барон Шеффилд (род. 24 апреля 1956), старший сын предыдущего[8]
  - Наследник титула: достопочтенный Чарльз Эрнест Стэнли (род. 30 июня 1960), второй сын Томаса Генри Оливера Стэнли, 7-го барона Стэнли из Элдерли, младший брат предыдущего[9].